# لويس ريكاردو إسكيدا
لويس ريكاردو إسكيدا (بالإسبانية: Luis Esqueda) هو لاعب كرة قدم مكسيكي في مركز الوسط، ولد في 25 فبراير 1981 في ولاية أغواسكالينتس في المكسيك. لعب مع نادي باتشوكا ونادي بويبلا ونادي تشياباس ونادي كيريتارو.

## وصلات خارجية
- لويس ريكاردو إسكيدا على موقع قاعدة بيانات كرة القدم.إي يو (الإنجليزية)
- لويس ريكاردو إسكيدا على موقع Soccerway.com (الإنجليزية)
- لويس ريكاردو إسكيدا على موقع AS.com (الإسبانية)